# Desfontainia spinosa
Desfontainia spinosa Ruiz & Pav., (o taique) es una especie botánica medicinal y ornamental.

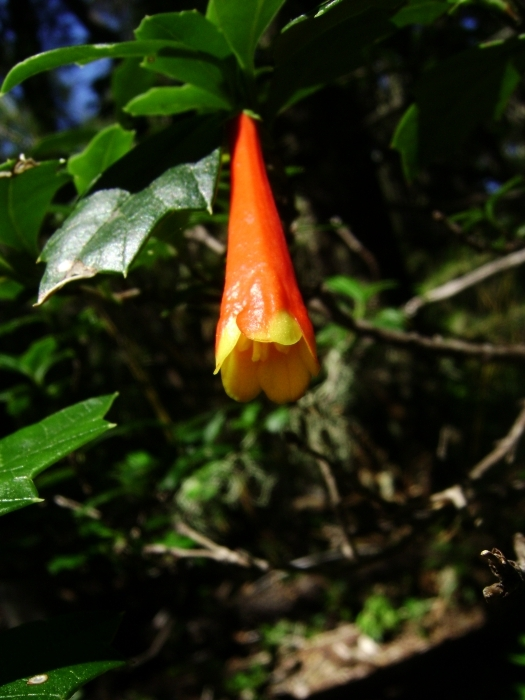
Vista de la planta

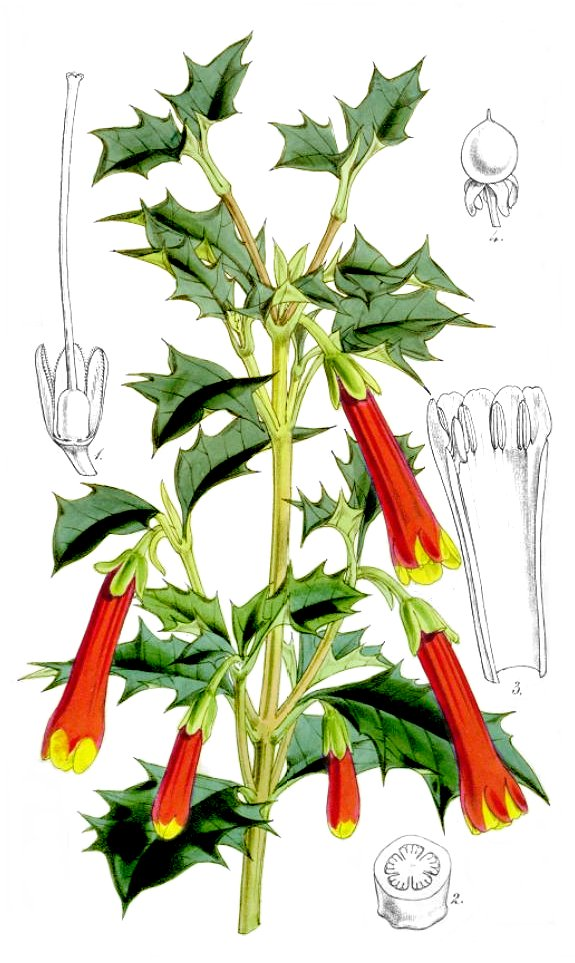
Ilustración

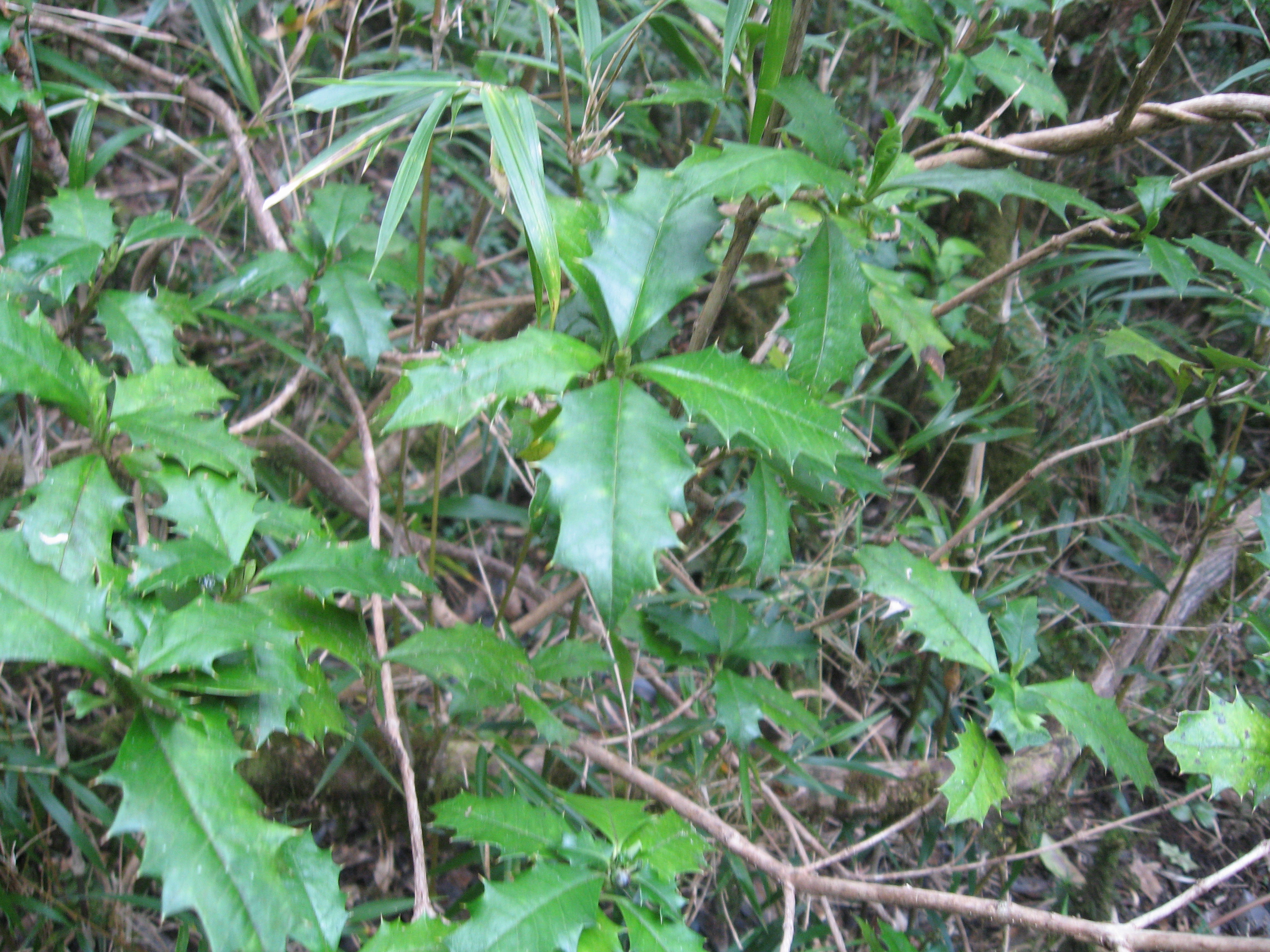
Hojas

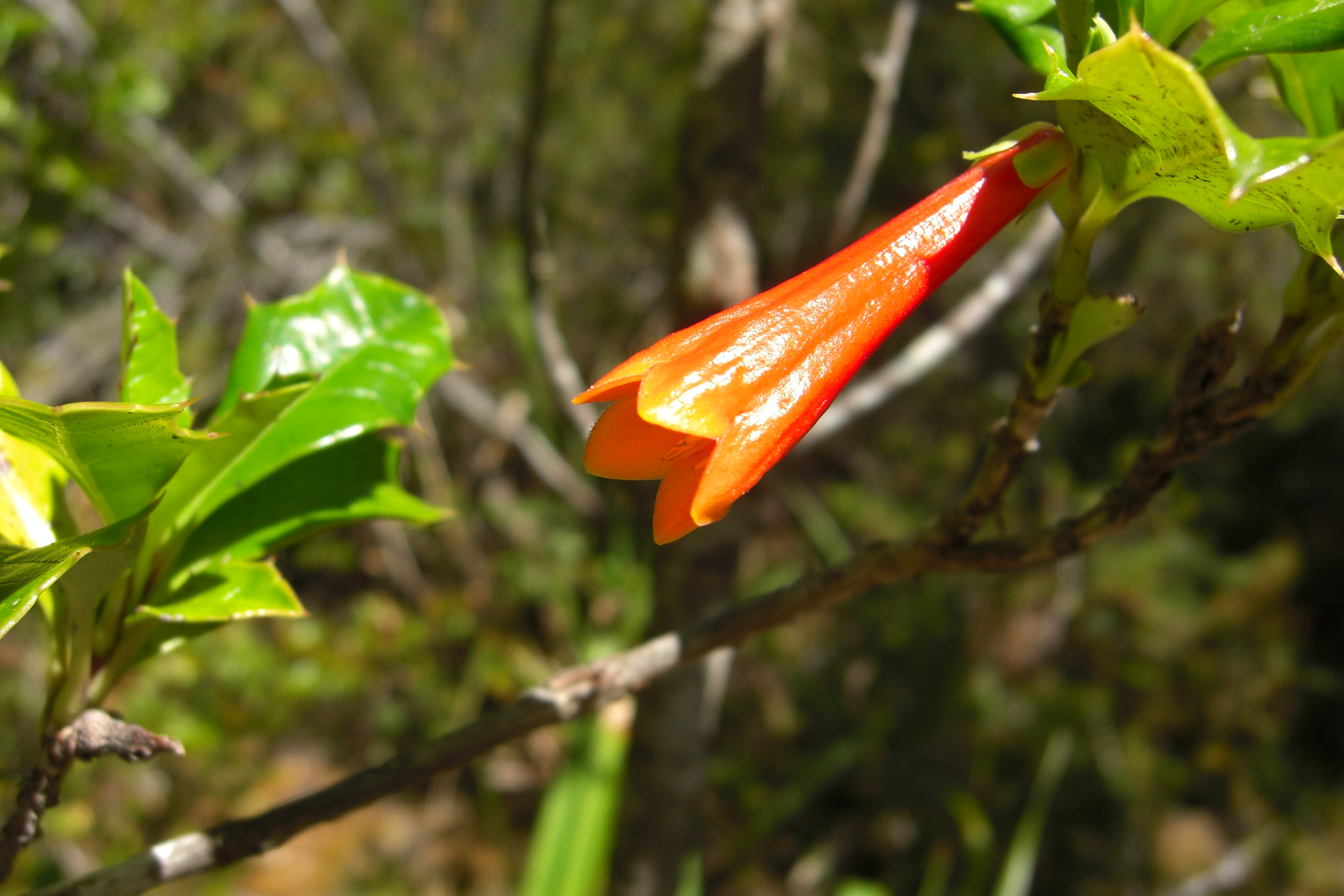
Vista de la planta

## Distribución
Es nativo de Sudamérica en Argentina, Bolivia, Chile, Colombia, Costa Rica, Ecuador, Panamá, Perú y Venezuela.
Se distribuye desde la VII hasta la XII región, en la cordillera de la Costa y en la de Los Andes llegando hasta el límite altitudinal arbóreo. También se encuentra en Argentina y Perú. 

## Descripción
Es un arbusto siempreverde  nativo de Sudamérica. Llega hasta los 2,5 m de alto y de ancho con la corteza de color gris ceniza. Hojas verde oscuras lustrosas que son como acebo en apariencia y flores tubulares rojo brillantes con sépalos amarillos.
La especie fue introducida en cultivo en Europa por William Lobb, en 1843.

## Usos
Desfontainia spinosa dos veces ha sido reportada como espécimen con propiedades de alucinógeno de los Andes al sur de Colombia por Richard Evans Schultes. la primera vez en 1942 desde el Páramo de Tambillo y la segunda desde el Páramo de San Antonio en 1953 donde los chamanes de Colombia en el valle Sibundoy hacen un té de las hojas "cuando quieren soñar" o "ver visiones y diagnosticar la enfermedad". Un informe señala que el té es tan poderoso que parece que los chamanes se 'vuelven locos'. No se utiliza con frecuencia, en parte debido a su potencia, en parte porque la propia planta no se cultiva y debe ser recogida en la naturaleza en remotos páramos. El nombre de Colombia del arbusto es Borrachero de Páramo (= planta embriagante de la turbera de montaña / páramo de tierras altas sombrío). Los chamanes del Valle de Sibundoy son también expertos en el uso de los alucinógenos peligrosamente tóxicos de las solanáceas: Brugmansia e Iochroma y su empleo es ocasional como Desfontainia con fines adivinatorios similares (y, de hecho, la reticencia a hablar de esta práctica) bien puede indicar una planta similar tóxica y difícil de usar y que causa una experiencia y después efectos desagradables comparables.
Desfontainia spinosa var. hookeri ha sido reportado como un narcótico utilizado por los mapuches de Chile por el Dr. Carlos Mariani Ramírez, quien también comparó la amargura de la planta a la de genciana y menciona su uso como colorante amarillo.
El fruto de color amarillo-verdoso,  de D. spinosa es supuestamente aún más embriagador que el follaje de la planta y se informa de vez en cuando que se han preparado en una forma potente psicoactivos, tipo de chicha (véase también bebidas fermentadas).
Una prueba de alcaloides con el reactivo Dragendorff  (ver Juan Jorge Noel Dragendorff) en muestras de especímenes de Desfontainia de herbario recolectados en Argentina, Chile y Ecuador no lo hizo, sin embargo, indican la presencia de alcaloides, tropano o de otros;  y, mientras que en la química de Desfontainia, ninguno de los compuestos aislados de ella hasta el momento todavía puede dar cuenta de los efectos alucinógenos indudables de la planta.

## Química
Se ha encontrado que contienen, entre otros compuestos las cucurbitacinas espinósido A y B. Estos amargos esteroides , aunque no son alucinógenos, podrían contribuir a la toxicidad relativa de la planta para los sujetos humanos, dado que las cucurbitacinas exhiben citotoxicidad y a que ciertos tipos han sido considerados responsables de casos de intoxicación, algunos mortales, debido a plantas cucurbitáceas, tales como Ecballium elaterium y Citrullus colocynthis.
Un constituyente común, más benigno de Desfontainia, presente en cantidad considerable, es el triterpeno pentacíclico conocido como ácido ursólico, en la que la cáscara de la manzana es particularmente rico. El ácido ursólico tiene  propiedades anticáncer y antiobesidad.
También loganina y secoxiloganina, compuestos relacionados con secologanina una molécula implicada en la vía del mevalonato que conduce, entre otras cosas, a biosíntsis de terpenoides y esteroides.
La swerósida un glucósido iridoide, que se encuentra también en los frutos de Cornus officinalis y material vegetal de Gentiana lutea, con propiedades antiosteoporóticas y de curación de heridas.
La liriodendrina un diglucósido de lignano, que también se encuentra en Liriodendron tulipifera (Magnoliaceae) y Acanthopanax senticosus (Araliaceae) que tiene efectos antiinflamatorios y antinociceptivos. Liriodendrina se transforma in vivo en siringaresinol.
Siringaresinol, un lignano que surge de la hidrólisis de la de liriodendrina, aparece también Castela emoryi, Prunus mume y Magnolia thailandica.

## Taxonomía
Desfontainia spinosa fue descrita por Ruiz & Pav.   y publicado en Flora Peruviana, et Chilensis 2: 47, pl. 186. 1799.
Etimología
Desfontainia: nombre genérico otorgado en honor del botánico francés René Louiche Desfontaines.
spinosa: epíteto latíno que significa "con espinos".
Sinonimia
- Desfontainia acutangula Dunal
- Desfontainia chilensis Gay
- Desfontainia costaricensis Woodson
- Desfontainia fulgens D.Don
- Desfontainia hookeri Dunal
- Desfontainia ilicifolia Phil.
- Desfontainia novemdentata Gand.
- Desfontainia obovata Kraenzl.
- Desfontainia parvifolia D. Don
- Desfontainia pulchra Moldenke
- Desfontainia spinosa var. chilensis (Gay) Reiche
- Desfontainia spinosa var. hookeri (Dunal) Reiche
- Desfontainia spinosa var. parvifolia (D. Don) Hook.
- Desfontainia splendens Bonpl.
- Desfontainia steyermarkii Moldenke
- Linkia peruviana Pers.
- Linkia splendens (Bonpl.) Poir.[14]